# CoroCoro Comic
CoroCoro Comic (コロコロコミック, KoroKoro Komikku) (コロコロコミック . Komikku) é uma revista de mangás mensal publicado pela Shogakukan. Seu público alvo principal são crianças que ainda muito novas para mangás de demografia shonen. A revista tem fama internacional por ser o local de publicação de novidades sobre jogos e produtos licenciados, como é o caso de Pokémon.

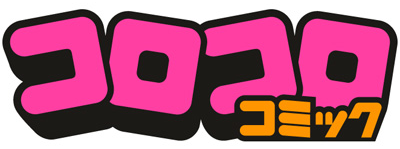
O logotipo da CoroCoro Comic

O nome da revista vem de korokoro que traz uma idea de algo esférico, ou do ato de rolar; esta palavra representa algo pequeno e redondo, algo que se imagina como o formato de uma criança. O formato da revista é no tamanho A5. A revista tem publicação mensal no dia 15 (ou antes se for um final de semana).
CoroCoro Comic atingiu a marca de 400 milhões de cópias vendidas em abril de 2017, se tonando uma das revistas de mangá mais bem vendidas. A Coro Coro Comic ainda possui três revistas irmãs: Bessatsu CoroCoro, CoroCoro Ichiban! e CoroCoro Aniki. sendo as duas primeiras bimestrais e a última, trimestral, visando um público mais velho.

## História
A revista foi lançada em 1977, como uma revista para Doraemon, que é um dos mais populares mangás no Japão. Antes Doraemon tinha sido publicado em outras revistas. Ele celebrou o seu 30º aniversário em 2007, com uma exposição no Mangá Internacional de Kyoto Museu.

## Relações com outras marcas
CoroCoro regularmente promove brinquedos e jogos de vídeo relacionadas com o seus mangás, liberando histórias e artigos apresentando-os. Muito do sucesso de Pokémon no Japão deve-se a esta forma divulgação; o Game Boy, o jogo Pokémon Blue foi vendido exclusivamente através da revista em primeiro lugar, o que ajudou a CoroCoro's de vendas. CoroCoro é também muitas vezes uma fonte de informações sobre os próximos jogos de Pokémon e filmes.
Outras perecerias de sucesso incluem:
- Carrinho de controle remoto, Mini 4WD (com Tamiya)
- Family Computer (Nintendo Entertainment System), Super Famicom (Super NES), and Game Boy (com Nintendo e third parties)
- Beyblade, B-Daman (com Takara)
- Bikkuriman (com Lotte)
- Barcode Battler (com Epoch Co.)